# Collegio di Wirral West
Wirral West è un collegio elettorale situato nel Merseyside, nel Nord Ovest dell'Inghilterra, e rappresentato alla Camera dei comuni del Parlamento del Regno Unito. Elegge un membro del parlamento con il sistema first-past-the-post, ossia maggioritario a turno unico; l'attuale parlamentare è Matthew Patrick del Partito Laburista, che rappresenta il collegio dal 2024.

## Estensione

Wirral West dal 2010 al 2024

- 1983–2010: i ward del borgo metropolitano di Wirral di Hoylake, Prenton, Royden, Thurstaston e Upton.
- 2010-2024: i ward del borgo metropolitano di Wirral di Greasby, Frankby and Irby, Hoylake and Meols, Pensby and Thingwall, Upton e West Kirby and Thurstaston.
- dal 2024: i ward del borgo metropolitano di Wirral di Clatterbridge, Greasby, Frankby and Irby, Heswall, Hoylake and Meols, Pensby and Thingwall, Upton (distretti elettorali MC, MD e ME) e West Kirby and Thurstaston.

Il collegio è uno di quelli che coprono il borgo metropolitano di Wirral. Contiene le città di Hoylake e West Kirby, e le aree di Greasby, Thingwall, Irby, Meols, Upton e Woodchurch.
Con la revisione del 2005, Wirral West perse parte del ward di Prenton a vantaggio di Birkenhead, e ottenne parte di Barnston da Wirral South.

## Membri del parlamento
| Elezione | Elezione        | Deputato           | Partito      |
| -------- | --------------- | ------------------ | ------------ |
|          | 1983            | David Hunt         | Conservatore |
|          | 1997            | Stephen Hesford    | Laburista    |
|          | 2010            | Esther McVey       | Conservatore |
|          | 2015            | Margaret Greenwood | Laburista    |
| 2024     | Matthew Patrick |                    | Laburista    |

## Elezioni

### Elezioni negli anni 2020
| Partito                    | Partito                                | Candidato                  | Risultati 4 luglio 2024 | Risultati 4 luglio 2024 |
| Partito                    | Partito                                | Candidato                  | Voti                    | %                       |
| -------------------------- | -------------------------------------- | -------------------------- | ----------------------- | ----------------------- |
|                            | Laburista                              | Matthew Patrick            | 23 156                  | 46,36                   |
|                            | Conservatore                           | Jenny Johnson              | 13 158                  | 26,34                   |
|                            | Reform UK                              | Ken Ferguson               | 6 422                   | 12,86                   |
|                            | Verdi                                  | Gail Jenkinson             | 4 160                   | 8,33                    |
|                            | Lib Dem                                | Peter Reisdorf             | 3 055                   | 6,12                    |
|                            |                                        |                            |                         |                         |
| Iscritti                   | Iscritti                               | Iscritti                   | 72 838                  | 100,00                  |
| ↳ Votanti (% su iscritti)  | ↳ Votanti (% su iscritti)              | ↳ Votanti (% su iscritti)  | 50 138                  | 68,83                   |
| ↳ Astenuti (% su iscritti) | ↳ Astenuti (% su iscritti)             | ↳ Astenuti (% su iscritti) | 22 700                  | 31,17                   |
|                            |                                        |                            |                         |                         |
|                            | Esito: collegio confermato a Laburista |                            |                         |                         |

### Elezioni negli anni 2010
| Partito                    | Partito                                | Candidato                  | Risultati 12 dicembre 2019 | Risultati 12 dicembre 2019 |
| Partito                    | Partito                                | Candidato                  | Voti                       | %                          |
| -------------------------- | -------------------------------------- | -------------------------- | -------------------------- | -------------------------- |
|                            | Laburista                              | Margaret Greenwood         | 20 695                     | 48,22                      |
|                            | Conservatore                           | Laura Evans                | 17 692                     | 41,22                      |
|                            | Lib Dem                                | Andy Corkhill              | 2 706                      | 6,31                       |
|                            | Verdi                                  | John Coyne                 | 965                        | 2,25                       |
|                            | Brexit                                 | John Kelly                 | 860                        | 2,00                       |
|                            |                                        |                            |                            |                            |
| Iscritti                   | Iscritti                               | Iscritti                   | 55 550                     | 100,00                     |
| ↳ Votanti (% su iscritti)  | ↳ Votanti (% su iscritti)              | ↳ Votanti (% su iscritti)  | 42 918                     | 77,26                      |
| ↳ Astenuti (% su iscritti) | ↳ Astenuti (% su iscritti)             | ↳ Astenuti (% su iscritti) | 12 632                     | 22,74                      |
|                            |                                        |                            |                            |                            |
|                            | Esito: collegio confermato a Laburista |                            |                            |                            |

| Partito                    | Partito                                | Candidato                  | Risultati 8 giugno 2017 | Risultati 8 giugno 2017 |
| Partito                    | Partito                                | Candidato                  | Voti                    | %                       |
| -------------------------- | -------------------------------------- | -------------------------- | ----------------------- | ----------------------- |
|                            | Laburista                              | Margaret Greenwood         | 23 866                  | 54,30                   |
|                            | Conservatore                           | Tony Caldeira              | 18 501                  | 42,09                   |
|                            | Lib Dem                                | Peter Reisdorf             | 1 155                   | 2,63                    |
|                            | Verdi                                  | John Coyne                 | 429                     | 0,98                    |
|                            |                                        |                            |                         |                         |
| Iscritti                   | Iscritti                               | Iscritti                   | 56 094                  | 100,00                  |
| ↳ Votanti (% su iscritti)  | ↳ Votanti (% su iscritti)              | ↳ Votanti (% su iscritti)  | 44 034                  | 78,50                   |
| ↳ Astenuti (% su iscritti) | ↳ Astenuti (% su iscritti)             | ↳ Astenuti (% su iscritti) | 12 060                  | 21,50                   |
|                            |                                        |                            |                         |                         |
|                            | Esito: collegio confermato a Laburista |                            |                         |                         |

| Partito                    | Partito                                           | Candidato                  | Risultati 7 maggio 2015 | Risultati 7 maggio 2015 |
| Partito                    | Partito                                           | Candidato                  | Voti                    | %                       |
| -------------------------- | ------------------------------------------------- | -------------------------- | ----------------------- | ----------------------- |
|                            | Laburista                                         | Margaret Greenwood         | 18 898                  | 45,15                   |
|                            | Conservatore                                      | Esther McVey               | 18 481                  | 44,15                   |
|                            | UKIP                                              | Hilary Jones               | 2 772                   | 6,62                    |
|                            | Lib Dem                                           | Peter Reisdorf             | 1 433                   | 3,42                    |
|                            | Indipendente                                      | David James                | 274                     | 0,65                    |
|                            |                                                   |                            |                         |                         |
| Iscritti                   | Iscritti                                          | Iscritti                   | 55 367                  | 100,00                  |
| ↳ Votanti (% su iscritti)  | ↳ Votanti (% su iscritti)                         | ↳ Votanti (% su iscritti)  | 41 858                  | 75,60                   |
| ↳ Astenuti (% su iscritti) | ↳ Astenuti (% su iscritti)                        | ↳ Astenuti (% su iscritti) | 13 509                  | 24,40                   |
|                            |                                                   |                            |                         |                         |
|                            | Esito: collegio passa da Conservatore a Laburista |                            |                         |                         |

| Partito                    | Partito                                           | Candidato                  | Risultati 6 maggio 2010 | Risultati 6 maggio 2010 |
| Partito                    | Partito                                           | Candidato                  | Voti                    | %                       |
| -------------------------- | ------------------------------------------------- | -------------------------- | ----------------------- | ----------------------- |
|                            | Conservatore                                      | Esther McVey               | 16 726                  | 42,48                   |
|                            | Laburista                                         | Phillip Davies             | 14 290                  | 36,29                   |
|                            | Lib Dem                                           | Peter Reisdorf             | 6 630                   | 16,84                   |
|                            | UKIP                                              | Philip Griffiths           | 899                     | 2,28                    |
|                            | Indipendente                                      | David Kirwan               | 506                     | 1,29                    |
|                            | Common Sense                                      | David James                | 321                     | 0,82                    |
|                            |                                                   |                            |                         |                         |
| Iscritti                   | Iscritti                                          | Iscritti                   | 55 065                  | 100,00                  |
| ↳ Votanti (% su iscritti)  | ↳ Votanti (% su iscritti)                         | ↳ Votanti (% su iscritti)  | 39 372                  | 71,50                   |
| ↳ Astenuti (% su iscritti) | ↳ Astenuti (% su iscritti)                        | ↳ Astenuti (% su iscritti) | 15 693                  | 28,50                   |
|                            |                                                   |                            |                         |                         |
|                            | Esito: collegio passa da Laburista a Conservatore |                            |                         |                         |

### Elezioni negli anni 2000
| Partito                    | Partito                                | Candidato                  | Risultati 5 maggio 2005 | Risultati 5 maggio 2005 |
| Partito                    | Partito                                | Candidato                  | Voti                    | %                       |
| -------------------------- | -------------------------------------- | -------------------------- | ----------------------- | ----------------------- |
|                            | Laburista                              | Stephen Hesford            | 17 543                  | 42,55                   |
|                            | Conservatore                           | Esther McVey               | 16 446                  | 39,89                   |
|                            | Lib Dem                                | Jeffrey Clarke             | 6 652                   | 16,13                   |
|                            | UKIP                                   | John Moore                 | 429                     | 1,04                    |
|                            | Alternative Party                      | Roger Taylor               | 163                     | 0,40                    |
|                            |                                        |                            |                         |                         |
| Iscritti                   | Iscritti                               | Iscritti                   | 61 085                  | 100,00                  |
| ↳ Votanti (% su iscritti)  | ↳ Votanti (% su iscritti)              | ↳ Votanti (% su iscritti)  | 41 233                  | 67,50                   |
| ↳ Astenuti (% su iscritti) | ↳ Astenuti (% su iscritti)             | ↳ Astenuti (% su iscritti) | 19 852                  | 32,50                   |
|                            |                                        |                            |                         |                         |
|                            | Esito: collegio confermato a Laburista |                            |                         |                         |

| Partito                    | Partito                                | Candidato                  | Risultati 7 giugno 2001 | Risultati 7 giugno 2001 |
| Partito                    | Partito                                | Candidato                  | Voti                    | %                       |
| -------------------------- | -------------------------------------- | -------------------------- | ----------------------- | ----------------------- |
|                            | Laburista                              | Stephen Hesford            | 19 105                  | 47,20                   |
|                            | Conservatore                           | Chris Lynch                | 15 070                  | 37,23                   |
|                            | Lib Dem                                | Simon Holbrook             | 6 300                   | 15,57                   |
|                            |                                        |                            |                         |                         |
| Iscritti                   | Iscritti                               | Iscritti                   | 62 269                  | 100,00                  |
| ↳ Votanti (% su iscritti)  | ↳ Votanti (% su iscritti)              | ↳ Votanti (% su iscritti)  | 40 475                  | 65,00                   |
| ↳ Astenuti (% su iscritti) | ↳ Astenuti (% su iscritti)             | ↳ Astenuti (% su iscritti) | 21 794                  | 35,00                   |
|                            |                                        |                            |                         |                         |
|                            | Esito: collegio confermato a Laburista |                            |                         |                         |

## Risultati dei referendum

### Referendum sulla permanenza del Regno Unito nell'Unione europea del 2016
|             | Collegio    | Lasciare UE % | Rimanere in UE % |
| ----------- | ----------- | ------------- | ---------------- |
|             | Wirral West | 44,7%         | 55,3%            |
|             | Inghilterra | 53,3%         | 46,7%            |
| Regno Unito | 51,9%       | 48,1%         |                  |